# Добкин, Иосиф Григорьевич
Добкин Иосиф Григорьевич (25 июня 1939, Днепропетровск) — альпинист, мастер спорта СССР; инженер-строитель, лауреат премии министерства строительства СССР (1988). Награждён бронзовыми (1977 г., 1979 г.), серебряными (1981 г.,1989 г.) и золотой (1990 г.) медалями ВДНХ СССР за разработку и внедрение новой техники и технологии в строительстве. Действительный член Русского географического общества (бывшего Географического общества СССР), член Национального Географического общества США. Кавалер ордена «Эдельвейс» 2 степени. С 1992 года живёт в Израиле, участвует в строительстве автомобильных дорог к еврейским поселениям в Палестине.

## Спортивная биография
В 1960 году, во время учёбы в Новосибирском институте инженеров железнодорожного транспорта (НИИЖТ), начал заниматься альпинизмом.
Совершил более 100 восхождений (из них более 10 высшей категории трудности) на Алтае, Саянах, Камчатке, Кавказе, в Фанских горах, на Тянь-Шане и Памире (в том числе на все семитысячники). Также совершал восхождения в Татрах, Родопах, Альпах и Монгольском Алтае.
Спортивные звания — мастер спорта СССР (1968), жетон «Спасотряд» (1964, N 102.

### Спортивные достижения в альпинизме
Чемпион СССР по горноспасательным работам (1964 г. — в составе команды «Локомотив»).
Чемпион Всесоюзного спортивного общества «Локомотив» (1966—1967 гг.).
4 место в первенстве СССР (1967 г. — в составе команды Новосибирска. Пик Чимтарга по юго-западной стене.
3 место в первенстве СССР (1973 г. — в составе команды Новосибирска). Пик Коммунизма по северному контрфорсу пика Кирова.

С 1964 по 1992 год работал инструктором, тренером и начальником сборов, альпиниад и экспедиций Новосибирской федерации и ДСО «Локомотив». В 1982 году организовал и руководил Международным Альпинистским лагерем-(МАЛ) «Алтай» под горой Белуха.
Участвовал в альп-экспедициях на Алтай, Саяны, Тянь-Шань, Памир, Монгольский Алтай в качестве тренера.

## Общественная работа в альпинизме
1963—1988 — председатель секции «Локомотив» Западно-Сибирской железной дороги, член Совета Всесоюзной секции ДСО «Локомотив».
1964—1968 — член президиума Новосибирской федерации альпинизма.
1968—1988 — председатель федерации альпинизма Новосибирской области.
1968—1972 — член президиума Федерации альпинизма СССР.
1972—1988 — член пленума Федерации альпинизма СССР.

## Книги и публикации на альпинистские темы
Сборник «К горным вершинам», Зап.- Сиб. кн. изд-во, Новосибирск, 1976, составитель совместно с В. А. Мартыновым, очерк «Первая экспедиция» (в соавторстве с И. Н. Мешковым), стр. 32—42.
Сборник «Эхо гор», Новосиб. кн изд-во, Новосибирск, 1988, составитель, очерки: «К вершинам» (в соавторстве с В. А. Мартыновым), стр. 5 — 17. "Ак кем- горная «Мекка», стр. 88—97. «Альпинизму неведомы границы» стр 97 — 109.
Ежегодник Американского альпийского клуба («AMERICAN ALPINE JORNAL»,NEW YORK), книга 63, 1989, очерк «Живые гиганты Камчатки» («The Living Giants of Kamchatka»), стр. 104 −112.
Сборник «Проблемы рекреационного освоения Алтайского края» Барнаул изд-«Полиграфист» 1985,
статья «Перспективы альпинистского освоения Алтая», стр.26-28.
Альманах «Лёд и пламень», N 7, 2010. Очерк «Живые гиганты Камчатки», стр.172-177.
Альманах «Лёд и пламень», N 10, 2015. Очерк «Байки старого альпиниста», стр.252-269.
Добкин И. Сборник рассказов «Мои горы», Ашдод, Израиль, 2016.
Добкин И. Сборник рассказов «Мои горы», 2 изд., Ашдод, Израиль, 2019.